# Jon Dahl Tomasson
Jon Dahl Tomasson (Copenhague, Dinamarca, 29 de agosto de 1976) es un exfutbolista y entrenador danés. Jugaba de delantero y su último equipo fue el Feyenoord de la Eredivisie holandesa. Actualmente dirige a la selección de Suecia.
Jon Dahl Tomasson fue uno de los delanteros más letales de Dinamarca y en cada uno de los clubes donde militó hizo grandes goles, siendo en el AC Milan donde más reconocimiento tuvo, pues junto a Filippo Inzaghi y Andriy Shevchenko logró hacer una buena tripleta para conquistar la Liga de Campeones de la UEFA 2002-03, venciendo a la Juventus en la tanda de penaltis.

## Biografía como jugador

### Primeros años
Nacido en Copenhague, de ascendencia Islandesa y Finlandesa, Tomasson comenzó a jugar con solo 5 años, y con solo 9 ya entró en las categorías inferiores del Køge BK. Hizo su debut en noviembre de 1992 con 16 años. Permaneció en el equipo dos temporadas, con números espectaculares, marcando 28 goles en 48 partidos.

### SC Heerenveen
En diciembre de 1994, Tomasson emigra a los Países Bajos fichando por el SC Heerenveen. En su primera temporada marcó 14 goles y en la segunda 18, lo que le hizo convertirse en uno de los jugadores más cotizados de la Eredivisie holandesa.

### Newcastle United
En julio de 1997, Tomasson fichó por el Newcastle United de la Premier League inglesa. El entrenador de los "magpies", Kenny Dalglish, lo exigió personalmente para formar pareja atacante junto al ídolo Alan Shearer. Aunque al principio la dupla funcionó bien, una lesión de Shearer y el traspaso del otro delantero, Les Ferdinand, hizo que Tomasson tuviera que jugar de delantero centro, una posición a la que no estaba acostumbrado a jugar. La temporada, tanto para Tomasson como para el Newcastle fue muy mediocre.

### Feyenoord
En solo un año retornó a los Países Bajos fichando por el Feyenoord de Rotterdam. La primera temporada fue muy exitosa, con el Feyenoord ganando la liga y la copa local. Aunque los de Róterdam fracasaron intentando volver a ganar la Eredivisie, Tomasson formó una letal pareja atacante con el neerlandés Pierre van Hooijdonk.
En 2002, el Feyenoord ganó la Copa de la UEFA con Tomasson marcando 4 goles en la competición y siendo parte fundamental del campeonato. En verano de ese año, el contrato de Tomasson con el Feyenoord acabó, y decidió buscar nuevo club.

### AC Milan
Para la temporada 2002-03, Tomasson fichó por el AC Milan como agente libre. Tomasson tenía el papel de suplente revulsivo, entrando normalmente en las segundas partes por los delanteros titulares, Andrei Shevchenko y Filippo Inzaghi. En su primera temporada, ganó la UEFA Champions League con los "rossoneros" y en la 2003-04 ganaría la Serie A italiana. En la 2004-05, Tomasson formó parte del equipo que cayó en los penaltis ante el Liverpool FC en la final de la Champions League, pese a que Jon anotó el suyo.
En la temporada 2005-06, el Milan fichó a Christian Vieri, de modo que el papel de Tomasson pasó a ser el de cuarto delantero. El equipo y el jugador estuvieron de acuerdo en que pasara a ser transferible.

### VfB Stuttgart
En julio de 2005, el alemán Stuttgart pagó 7,5 millones de euros al Milan por sus servicios. Tomasson haría equipo con su compatriota Jesper Grønkjær, pero aunque el desempeño de Tomasson en el equipo fue positivo, la incapacidad de crear ocasiones de gol fue determinante para el conjunto de la región de Baden-Wurtemberg, que terminó noveno en liga. Para la siguiente temporada, Tomasson fue relegado al banquillo en detrimento de la pareja atacante Mario Gómez-Cacau.

### Villarreal CF
En enero de 2007, Tomasson emigró a España fichando por el Villarreal CF, para reemplazar al lesionado Nihat Kahveci. Se convirtió en el quinto jugador en jugar en España, Inglaterra, Italia y Alemania. En su debut, logró transformar un gol ante el Real Madrid.
En julio de 2007 concluyó su contrato, pero Tomasson decidió extenderlo por otros dos años, ya que el Villarreal estaba contento con sus servicios. Pero aunque la temporada fue muy bien para el conjunto de Castellón, que logró terminar segundo en liga, Tomasson tuvo un desempeño bastante decepcionante, con 5 goles en 8 partidos, una marca muy buena pero con poca participación en el equipo.

### Retorno al Feyenoord
Debido a su decepcionante temporada en el Villarreal, Tomasson fue declarado transferible en el verano de 2008. Inmediatamente surgieron rumores de un posible regreso al Feyenoord. En julio, Tomasson firmó un contrato de 3 años con el Feyenoord, empezando en gran forma, pero una lesión en septiembre, le mantuvo alejado de los terrenos de juego hasta enero de la temporada 2008-09.
En la 2009-10 tuvo que enfrentarse a otras lesiones, aunque tuvo un buen desempeño, marcando 12 goles en 28 partidos y siendo el máximo goleador del Feyenoord en esa temporada. Poco antes del verano de 2010, una grave lesión aquejó a Tomasson, el cual no pudo reaparecer hasta enero de 2011.

## Biografía como entrenador

### Inicios
Tomasson se retiró el 6 de junio de 2011 y se convirtió en entrenador asistente en el club holandés Excelsior. Se convirtió en el entrenador del club al comienzo de la temporada 2013-14.
El equipo de la Eredivisie Roda JC Kerkrade despidió a su entrenador Ruud Brood el 15 de diciembre de 2013, y fichó a Tomasson 11 días después, en un contrato de 3 años y medio a partir del 3 de enero. Hizo su debut 15 días después en un empate 2-2 en su antiguo club Heerenveen. Después de la segunda mitad de la temporada, que resultó en el descenso, fue despedido el 26 de mayo de 2014.
El 19 de junio de 2015, Tomasson fue nombrado segundo entrenador del Vitesse. El 7 de marzo de 2016, fue nombrado entrenador asistente de la selección danesa.

### Malmö FF
El 5 de enero de 2020, Tomasson fue nombrado nuevo entrenador del Malmö FF. Llevó al equipo al título en su primera temporada con el club, ganando el club su Allsvenskan N°21.
En su segunda temporada con el Malmö, llevó al club a la fase de grupos de la Liga de Campeones después de triunfar en cuatro rondas de clasificación, incluida la victoria sobre el Rangers en la tercera ronda y el Ludogorets Razgrad en el cuarto. En diciembre de 2021, Tomasson y Malmō FF ganaron su segundo título consecutivo de la liga Allsvenskan. El 30 de diciembre decidió marcharse del club por petición propia.

### Blackburn Rovers
El 14 de junio de 2022, Tomasson fue nombrado nuevo entrenador del Blackburn Rovers y firmó un contrato por 3 años. En su primera temporada, terminó en el séptimo lugar y se quedó afuera de los playoffs de la Premier League debido a la diferencia de gol.El 7 de febrero de 2024, dejó su cargo de común acuerdo con la directiva del club inglés.

### Selección de Suecia
El 26 de febrero de 2024, fue oficializado como entrenador de la selección de Suecia.

## Selección nacional
Tomasson ha sido internacional con la selección de fútbol de Dinamarca en 107 oportunidades, y ha convertido 52 goles.
Con su selección se convirtió en el referente del ataque de los daneses y es que luego del legado que dejó Michael Laudrup, Tomasson tomó la alternativa y llevó a su país a disputar dos copas importantes: Copa Mundial de Fútbol de 2002 convirtiendo 4 goles en 4 partidos y también participó en la Eurocopa 2004, en la cual convirtió 3 goles en 4 partidos.
Su última competición internacional sería la Copa Mundial de Fútbol de 2010, donde acudió como capitán del conjunto danés.

### Participaciones en Copas del Mundo
| Mundial                  | Sede                     | Resultado                | Partidos | Goles | Prom. |
| ------------------------ | ------------------------ | ------------------------ | -------- | ----- | ----- |
| Copa Mundial 2002        | Corea del Sur y Japón    | Octavos de final         | 4        | 4     | 1,00  |
| Copa Mundial 2010        | Sudáfrica                | Primera fase             | 2        | 1     | 0,50  |
| Total en Copas del Mundo | Total en Copas del Mundo | Total en Copas del Mundo | 6        | 5     | 0,83  |

### Participaciones en Eurocopas
| Eurocopa           | Sede               | Resultado          | Partidos | Goles | Prom. |
| ------------------ | ------------------ | ------------------ | -------- | ----- | ----- |
| Eurocopa 2004      | Portugal           | Cuartos de final   | 4        | 3     | 0,75  |
| Total en Eurocopas | Total en Eurocopas | Total en Eurocopas | 4        | 3     | 0,75  |

## Clubes y estadísticas

### Jugador
| Club                                 | Div.          | Temporada     | Liga  | Liga  | Copa  | Copa  | Internacional | Internacional | Total | Total | Prom. |
| Club                                 | Div.          | Temporada     | Part. | Goles | Part. | Goles | Part.         | Goles         | Part. | Goles | Prom. |
| ------------------------------------ | ------------- | ------------- | ----- | ----- | ----- | ----- | ------------- | ------------- | ----- | ----- | ----- |
| Køge BK Dinamarca                    |               |               |       |       |       |       |               |               |       |       |       |
| 1.ª                                  | 1992          | 2             | 0     | —     | —     | —     | —             | 2             | 0     | 0     |       |
| 1.ª                                  | 1993          | 15            | 5     | 5     | 5     | —     | —             | 20            | 10    | 0.5   |       |
| 1.ª                                  | 1994          | 31            | 23    | 2     | 4     | —     | —             | 33            | 27    | 0.82  |       |
| Total club                           | Total club    | 48            | 28    | 7     | 9     | 0     | 0             | 55            | 37    | 0.67  |       |
| SC Heerenveen · Países Bajos         |               |               |       |       |       |       |               |               |       |       |       |
| 1.ª                                  | 1994-95       | 16            | 5     | 2     | 1     | —     | —             | 18            | 6     | 0.33  |       |
| 1.ª                                  | 1995-96       | 30            | 14    | 4     | 2     | —     | —             | 34            | 16    | 0.47  |       |
| 1.ª                                  | 1996-97       | 32            | 18    | 1     | 0     | 3     | 1             | 36            | 19    | 0.53  |       |
| Total club                           | Total club    | 78            | 37    | 7     | 3     | 3     | 1             | 88            | 41    | 0.47  |       |
| Newcastle United Inglaterra          | 1.ª           | 1997-98       | 23    | 3     | 5     | 1     | 7             | 0             | 35    | 4     | 0.11  |
| Newcastle United Inglaterra          | Total club    | Total club    | 23    | 3     | 5     | 1     | 7             | 0             | 35    | 4     | 0.11  |
| Feyenoord de Róterdam · Países Bajos | 1.ª           | 1998-99       | 33    | 13    | 4     | 1     | 2             | 2             | 39    | 16    | 0.41  |
| Feyenoord de Róterdam · Países Bajos | 1.ª           | 1999-00       | 28    | 10    | 2     | 1     | 11            | 4             | 41    | 15    | 0.37  |
| Feyenoord de Róterdam · Países Bajos | 1.ª           | 2000-01       | 31    | 15    | —     | —     | 8             | 1             | 39    | 16    | 0.41  |
| Feyenoord de Róterdam · Países Bajos | 1.ª           | 2001-02       | 31    | 17    | 1     | 1     | 12            | 5             | 44    | 23    | 0.52  |
| Feyenoord de Róterdam · Países Bajos | Total club    | Total club    | 113   | 55    | 7     | 3     | 33            | 12            | 163   | 70    | 0.43  |
| A. C. Milan · Italia                 | 1.ª           | 2002-03       | 19    | 4     | 7     | 4     | 11            | 3             | 37    | 11    | 0.3   |
| A. C. Milan · Italia                 | 1.ª           | 2003-04       | 26    | 12    | 4     | 2     | 7             | 1             | 37    | 15    | 0.41  |
| A. C. Milan · Italia                 | 1.ª           | 2004-05       | 30    | 6     | 4     | 2     | 6             | 1             | 40    | 9     | 0.23  |
| A. C. Milan · Italia                 | Total club    | Total club    | 75    | 22    | 15    | 8     | 24            | 5             | 114   | 35    | 0.31  |
| VfB Stuttgart · Alemania             | 1.ª           | 2005-06       | 26    | 8     | 5     | 1     | 6             | 2             | 37    | 11    | 0.3   |
| VfB Stuttgart · Alemania             | 1.ª           | 2006-07       | 4     | 0     | 2     | 1     | —             | —             | 6     | 1     | 0.17  |
| VfB Stuttgart · Alemania             | Total club    | Total club    | 30    | 8     | 7     | 2     | 6             | 2             | 43    | 12    | 0.28  |
| Villarreal · España                  | 1.ª           | 2006-07       | 11    | 4     | —     | —     | —             | —             | 11    | 4     | 0.36  |
| Villarreal · España                  | 1.ª           | 2007-08       | 25    | 3     | 4     | 0     | 8             | 5             | 37    | 8     | 0.22  |
| Villarreal · España                  | Total club    | Total club    | 36    | 7     | 4     | 0     | 8             | 5             | 48    | 12    | 0.25  |
| Feyenoord de Róterdam · Países Bajos | 1.ª           | 2008-09       | 13    | 9     | —     | —     | 3             | 1             | 16    | 10    | 0.63  |
| Feyenoord de Róterdam · Países Bajos | 1.ª           | 2009-10       | 24    | 11    | 4     | 1     | —             | —             | 28    | 12    | 0.43  |
| Feyenoord de Róterdam · Países Bajos | Total club    | Total club    | 37    | 20    | 4     | 1     | 3             | 1             | 44    | 22    | 0.5   |
| Total carrera                        | Total carrera | Total carrera | 440   | 180   | 56    | 27    | 84            | 26            | 580   | 233   | 0.4   |

### Entrenador

##### Clubes
| Equipo                       | Div.         | Temporada    | Liga  | Liga | Liga | Liga | Liga |       | Copa | Copa | Copa | Copa  |   | Internacional | Internacional | Internacional | Internacional | Internacional |   | Otros | Otros | Otros | Otros |    | Totales     | Totales | Totales | Totales | Totales | Totales | Totales | Totales |
| Equipo                       | Div.         | Temporada    | Part. | G    | E    | P    | Pos. | Part. | G    | E    | P    | Part. | G | E             | P             | Pos.          | Part.         | G             | E | P     | Part. | G     | E     | P  | Rendimiento | GF      | GC      | Dif.    |         |         |         |         |
| ---------------------------- | ------------ | ------------ | ----- | ---- | ---- | ---- | ---- | ----- | ---- | ---- | ---- | ----- | - | ------------- | ------------- | ------------- | ------------- | ------------- | - | ----- | ----- | ----- | ----- | -- | ----------- | ------- | ------- | ------- | ------- | ------- | ------- | ------- |
| SBV Excelsior · Países Bajos | 2.ª          | 2013-14      | 22    | 8    | 9    | 5    | Inc. | 3     | 2    | 0    | 1    | -     | - | -             | -             | -             | -             | -             | - | -     | 25    | 10    | 9     | 6  | 52%         | 37      | 29      | +8      |         |         |         |         |
| SBV Excelsior · Países Bajos | Total        | Total        | 22    | 8    | 9    | 5    | -    | 3     | 2    | 0    | 1    | -     | - | -             | -             | -             | -             | -             | - | -     | 25    | 10    | 9     | 6  | 52%         | 37      | 29      | +8      |         |         |         |         |
| Roda JC · Países Bajos       | 1.ª          | 2013-14      | 16    | 3    | 2    | 11   | 20.º | 1     | 0    | 0    | 1    | -     | - | -             | -             | -             | -             | -             | - | -     | 17    | 3     | 2     | 12 | 21.57%      | 14      | 30      | -16     |         |         |         |         |
| Roda JC · Países Bajos       | Total        | Total        | 16    | 3    | 2    | 11   | -    | 1     | 0    | 0    | 1    | -     | - | -             | -             | -             | -             | -             | - | -     | 17    | 3     | 2     | 12 | 21.57%      | 14      | 30      | -16     |         |         |         |         |
| Malmö FF · Suecia            | 1.ª          | 2020         | 30    | 17   | 9    | 4    | 1.º  | 6     | 4    | 1    | 1    | 2     | 0 | 0             | 2             | 1/16          | -             | -             | - | -     | 38    | 21    | 10    | 7  | 64.03%      | 83      | 39      | +44     |         |         |         |         |
| Malmö FF · Suecia            | 1.ª          | 2021         | 30    | 17   | 8    | 5    | 1.º  | 7     | 6    | 0    | 1    | 18    | 8 | 3             | 7             | FG            | -             | -             | - | -     | 55    | 31    | 11    | 13 | 63.03%      | 104     | 65      | +39     |         |         |         |         |
| Malmö FF · Suecia            | Total        | Total        | 60    | 34   | 17   | 9    | -    | 13    | 10   | 1    | 2    | 20    | 8 | 3             | 9             | -             | -             | -             | - | -     | 93    | 52    | 21    | 20 | 63.44%      | 187     | 104     | +83     |         |         |         |         |
| Blackburn Rovers Inglaterra  | 2.ª          | 2022-23      | 46    | 20   | 9    | 17   | 7.º  | 9     | 5    | 2    | 2    | -     | - | -             | -             | -             | -             | -             | - | -     | 55    | 25    | 11    | 19 | 52.12%      | 69      | 67      | +2      |         |         |         |         |
| Blackburn Rovers Inglaterra  | 2.ª          | 2023-24      | 29    | 10   | 3    | 16   | Inc. | 6     | 5    | 0    | 1    | -     | - | -             | -             | -             | -             | -             | - | -     | 35    | 15    | 3     | 17 | 45.72%      | 68      | 65      | +3      |         |         |         |         |
| Blackburn Rovers Inglaterra  | Total        | Total        | 75    | 30   | 12   | 33   | -    | 15    | 10   | 2    | 3    | -     | - | -             | -             | -             | -             | -             | - | -     | 90    | 40    | 14    | 36 | 49.63%      | 137     | 132     | +5      |         |         |         |         |
| Total clubes                 | Total clubes | Total clubes | 173   | 75   | 40   | 58   | -    | 32    | 22   | 3    | 7    | 20    | 8 | 3             | 9             | -             | -             | -             | - | -     | 225   | 105   | 46    | 74 | 53.48%      | 375     | 295     | +80     |         |         |         |         |
| 1. 2.                        |              |              |       |      |      |      |      |       |      |      |      |       |   |               |               |               |               |               |   |       |       |       |       |    |             |         |         |         |         |         |         |         |

##### Selección
| Suecia              | 2023-24             | -   | -  | -  | -  | - | -  | -  | - | - | -  | - | - | - | - | 4 | 1 | 0 | 3 | 4   | 1   | 0  | 3  | 25%    | 4   | 10  | -6  |
| Suecia              | 2024-25             | 6   | 5  | 1  | 0  | A | -  | -  | - | - | -  | - | - | - | - | 4 | 3 | 0 | 1 | 10  | 8   | 1  | 1  | 83.33% | 30  | 9   | +21 |
| Suecia              | 2025-26             | -   | -  | -  | -  | - | 0  | 0  | 0 | 0 | -  | - | - | - | - | 0 | 0 | 0 | 0 | 0   | 0   | 0  | 0  | 0%     | 0   | 0   | +0  |
| Total selección     | Total selección     | 6   | 5  | 1  | 0  | - | 0  | 0  | 0 | 0 | 0  | 0 | 0 | 0 | - | 8 | 4 | 0 | 4 | 14  | 9   | 1  | 4  | 66.67% | 34  | 19  | +15 |
| Total en su carrera | Total en su carrera | 179 | 80 | 41 | 58 | - | 32 | 22 | 3 | 7 | 20 | 8 | 3 | 9 | - | 8 | 4 | 0 | 4 | 239 | 114 | 47 | 78 | 54.26% | 409 | 314 | +95 |

#### Estadísticas como seleccionador de Suecia
| Torneo                          | PJ | PG | PE | PP | GF | GC | DF  | Pts | Mejor Resultado | Rendimiento |
| ------------------------------- | -- | -- | -- | -- | -- | -- | --- | --- | --------------- | ----------- |
| Copa Mundial de Fútbol          | 0  | 0  | 0  | 0  | 0  | 0  | +0  | 0   | En disputa      | 0%          |
| Eurocopa                        | 0  | 0  | 0  | 0  | 0  | 0  | +0  | 0   | En disputa      | 0%          |
| Liga de las Naciones de la UEFA | 6  | 5  | 1  | 0  | 19 | 4  | +15 | 16  | Ascendido       | 88.89%      |
| Clasificatorias Mundialistas    | 0  | 0  | 0  | 0  | 0  | 0  | +0  | 0   | En disputa      | 0%          |
| Clasificatorias Eurocopa        | 0  | 0  | 0  | 0  | 0  | 0  | +0  | 0   | En disputa      | 0%          |
| Amistosos                       | 8  | 4  | 0  | 4  | 15 | 15 | +0  | 12  | +4 PG           | 50%         |
| Total                           | 14 | 9  | 1  | 4  | 34 | 19 | +15 | 28  | Sin títulos     | 66.67%      |

#### Resumen por competiciones
| Competición                  | Partidos | Ganados | Empatados | Perdidos | %      |
| Clubes                       | Clubes   | Clubes  | Clubes    | Clubes   | Clubes |
| ---------------------------- | -------- | ------- | --------- | -------- | ------ |
| Eerste Divisie               | 22       | 8       | 9         | 5        | 50%    |
| Eredivisie                   | 16       | 3       | 2         | 11       | 22.92% |
| Copa de los Países Bajos     | 4        | 2       | 0         | 2        | 50%    |
| Allsvenskan                  | 60       | 34      | 17        | 9        | 66.11% |
| Copa de Suecia               | 13       | 10      | 1         | 2        | 79.48% |
| EFL Championship             | 75       | 30      | 12        | 33       | 45.33% |
| FA Cup                       | 7        | 5       | 1         | 1        | 76.19% |
| EFL Cup                      | 8        | 5       | 1         | 2        | 66.67% |
| Liga de Campeones de la UEFA | 14       | 5       | 3         | 6        | 42.85% |
| Liga Europa de la UEFA       | 6        | 3       | 0         | 3        | 50%    |
| Total clubes                 | 225      | 105     | 46        | 74       | 53.48% |
| Selección                    |          |         |           |          |        |
| Liga de Naciones             | 6        | 5       | 1         | 0        | 88.89% |
| Clasificatorias Mundial      | 0        | 0       | 0         | 0        | 0%     |
| Clasificatorias Eurocopa     | 0        | 0       | 0         | 0        | 0%     |
| Eurocopa                     | 0        | 0       | 0         | 0        | 0%     |
| Amistosos                    | 8        | 4       | 0         | 4        | 50%    |
| Total selección              | 14       | 9       | 1         | 4        | 66.67% |
| Total en su carrera          | 239      | 114     | 47        | 78       | 54.26% |

## Palmarés

### Campeonatos nacionales
| Título                        | Club                  | País         | Año  |
| ----------------------------- | --------------------- | ------------ | ---- |
| Eredivisie                    | Feyenoord de Róterdam | Países Bajos | 1999 |
| Supercopa de los Países Bajos | Feyenoord de Róterdam | Países Bajos | 1999 |
| Copa Italia                   | A. C. Milan           | Italia       | 2003 |
| Serie A                       | A. C. Milan           | Italia       | 2004 |
| Supercopa de Italia           | A. C. Milan           | Italia       | 2004 |

### Campeonatos internacionales
| Título                | Club                  | País         | Año  |
| --------------------- | --------------------- | ------------ | ---- |
| Copa de la UEFA       | Feyenoord de Róterdam | Países Bajos | 2002 |
| UEFA Champions League | A. C. Milan           | Italia       | 2003 |

### Distinciones individuales
| Distinción                          | Año  |
| ----------------------------------- | ---- |
| Talento del año en los Países Bajos | 1996 |